# エレノア・カットン
エレノア・カットン（Eleanor Catton、MNZM、1985年9月24日 - ）は、ニュージーランドの小説家。エレノア・キャトンとも表記される。

## 来歴
カナダオンタリオ州ロンドンで誕生。父は哲学者で元カンタベリー大学上席講師（准教授級）のフィリップ・カットン（カンタベリー大学理学士、ウェスタンオンタリオ大学Ph.D.、現在はウェリントン市役所に勤務）。父がウェスタンオンタリオ大学院生の時に出生。母は学校長や司書を務めた。3人兄弟で兄と姉がいる。
6歳の時にニュージーランドへ帰国。12歳の時に父の英国留学に伴いリーズのローンズウッド・スクールで学び、クライストチャーチのバーンサイド・ハイスクール卒。カンタベリー大学へ進学し英文学とラテン語を専攻。ヴィクトリア大学ウェリントン修士課程へ進学し修士号を取得。2008年にグレン・シェフェール奨学金とルイーズ・ジョンソン新人作家奨学金を獲得しアイオワ大学創作文学講座へ留学。当初は1年間の滞在予定であったが、アイオワ大学在学中にフラナリー・オコナー奨学金を獲得し、滞在を1年間延長し修士課程を修了。カットンはアイオワ大学での2年間の留学を、文筆才能を開花させてくれた特別な経験と後述している。学位は文学士（カンタベリー大学）、文学士（第一等、ヴィクトリア大学ウェリントン）、文学修士（ヴィクトリア大学ウェリントン、創作文学専攻）、芸術学修士(アイオワ大学、創作文学専攻）。
実家はテレビを置かない主義であったため、幼少期より書籍に親しむ環境の中で育った。2007年に共同墓地での日常を描いた短編小説『ネクロポリス』（英題：Necropolis）がサンデースタータイムズ紙（NZ）短編小説賞を受賞（ランダム・ハウス最優秀フィクション賞を同時受賞）。
修士課程の修了作品として書いた『リハーサル』（英題：The Rehearsal） を2008年にデビュー作として発表した。女子校を舞台に生徒と音楽教師との性的関係を幻想的に描いた作品で2007年度ヴィクトリア大学ウェリントン創作文学最優秀アダム賞、2009年度英国文芸作家協会ベティ・トゥラスク賞、2009年度ニュージーランド・ポスト賞フィクション部門新人賞、2009年度ニュージーランド文芸作家協会新人賞ハバート・チャーチ賞などを受賞し、2009年度ガーディアン新人賞最終候補作品、2010年度オレンジ賞候補作品にも選出された。2010年度ニュージーランド芸術振興会新人賞、2011年度カンタベリー大学ウルスラ・ベッセル講座ライター・イン・レジデンス奨学生、2012年度オークランド大学マイケル・キング講座ライター・イン・レジデンス奨学生として創作文学の執筆を行った。
オークランドのマヌカウ工科専門学校創作文学講師として学生指導をしながら小説を執筆。
第2作目では、1866年のゴールドラッシュに沸くニュージーランドで一攫千金を狙う青年を描いた長編小説『ルミナリーズ』（英題：The Luminaries）が2013年度ブッカー賞を受賞。同賞創設以来、最年少の27歳で最終候補入り、28歳で受賞し最年少記録を更新した。
2013年11月、カナダ文学界最高賞であるカナダ総督文学賞英語フィクション部門賞(en)（2013年度）を受賞。
2014年1月、文学界への貢献を評価されエリザベス2世よりニュージーランド・メリット勲章を授与された。
2014年1月、ヴィクトリア大学ウェリントンより名誉文学博士号を授与された。
2016年1月にアメリカ人詩人のスティーブン・トゥーサンと結婚した。

## 小説
- The Rehearsal (2008年)
- The Luminaries (2013年)
  - 『ルミナリーズ』安達まみ訳 岩波書店 2022 ISBN 978-4-00-025602-5